# Robert du Parc
Robert du Parc (Klagenfurt, 27 aprile 1889 – Merano, 22 settembre 1979) è stato un pittore, scultore e grafico italiano, nonché uno dei principali esponenti del cosiddetto simbolismo.
Come autodidatta è considerato uno dei più importanti artisti visivi altoatesini.

## Biografia
Figlio del conte Camille du Parc-Locmaria e della contessa Anna nata von Bocholtz-Asseburg, Robert du Parc crebbe a Castel Rubein a Merano, oggi in Italia. Suo padre fu d'origine francese ma in seguito si trasferì a Merano e prese la cittadinanza italiana. La famiglia Parc-Locmaria è una delle più antiche famiglie nobili bretoni-francesi. Robert du Parc si interessò molto presto alla pittura, al disegno e alla musica. Fu strettamente legato al gruppo Meraner Künstlerbund, fondato nel 1906, in cui Leo Putz, Eduard Thöny, Franz Defregger, Thomas Riss e Orazio Gaigher fusero i modelli e gli stili che avevano appreso durante i loro viaggi in Europa.
Nel 1926 du Parc partecipò alla terza Biennale d'Arte Tridentina di Venezia e l'anno successivo viaggiò in Francia, dove rimase molto colpito dalle opere di Paul Cézanne. Altri viaggi lo portarono in Italia, dove si formò come violinista a Firenze. Da quel momento in poi, du Parc dipinse nel suo studio nella torre del castello di Rubein, dove erano soliti venire in visita artisti come il pittore Hans Weber-Tyrol, il direttore d'orchestra Gilbert Graf Gravina e lo scrittore Fritz von Herzmanovsky-Orlando. Durante un concerto a Merano, du Parc incontrò la pianista Lilo Martin, che sposò nel 1944 e che posò come modella per lui in molti dipinti. La coppia ebbe una figlia, Eliane du Parc.

## L'opera
Du Parc è uno dei principali rappresentanti del tardo simbolismo e della pittura paesaggistica altoatesina, che ruppe con la pittura accademica e con il naturalismo dominante. È entrato nel lessico generale degli artisti di Saur nel 2021. Dipinse otto tele sul tema del "pavone bianco", annoverate tra le opere più importanti dell'artista. Du Parc era affascinato dalla simbologia del pavone come elemento ricorrente del misticismo e attributo della dea Era, protettrice delle donne e della famiglia.
Du Parc è noto anche per i suoi dipinti di paesaggi mistici come il dipinto Il castello di Rubein nella nebbia. Alcuni dei suoi primi dipinti di paesaggi furono distrutti dall'artista stesso durante una fase depressiva della sua vita.
Nel 2006 al Kurhaus si è tenuta una delle più grandi mostre di pittura di Merano dedicata alle opere di Robert du Parc. Nel 2025 è prevista la mostra “Pavoni bianchi al chiaro di luna” al Castello di Rubein.
La seconda moglie di Guglielmo II, Erminia di Reuss-Greiz possedeva diversi dipinti di du Parc nel castello di Saabor nella Bassa Slesia. Tuttavia questi dipinti sono considerati perduti poiché la principessa fuggì dalle truppe russe e dal saccheggio del castello. Nel 2023 la prima ricerca sulla provenienza è stata effettuata presso il castello, nell'attuale Polonia, ma non sono emerse informazioni sull'attuale collocazione dei dipinti.